# Phausina bivittata
Phausina bivittata är en spindelart som beskrevs av Simon 1902. Phausina bivittata ingår i släktet Phausina och familjen hoppspindlar. Inga underarter finns listade i Catalogue of Life.